# Tour della nazionale maschile di rugby a 15 del Giappone 2004
Tra l'edizione 2003 e quella 2007 della coppa del mondo di Rugby la nazionale giapponese di "rugby a 15" intensifica i rapporti con le altre nazionali.

## 2004 Tour in Europa
Le sconfitte con Scozia e Galles sono particolarmente pesanti e dimostrano quanto sia lontano il livello del rugby asiatico da quello europeo.
| Perth 13 novembre 2004 | Scozia | 100 – 8 | Giappone |  |

| Bucarest 20 novembre 2004 | Romania | 25 – 10 | Giappone |  |

| Cardiff 26 novembre 2004 | Galles | 98 – 0 | Giappone | Millennium Stadium |